# James Edward Abbé
James Edward Abbé (Alfred, 17 de juliol de 1883 - San Francisco, 11 de novembre de 1973) va ser un fotògraf estatunidenc.
Va començar a prendre fotografies de forma autodidacta a l'edat de dotze anys. De 1898 a 1910 va treballar a la llibreria que posseïa el seu pare. El 1910 va viatjar a Europa com a reporter del diari The Washington Post. Més tard es va establir com a fotògraf independent a Virgínia, on treballà des de 1913 a 1917.
El 1917 va muntar el seu propi estudi a Nova York. Va realitzar la cobertura fotogràfica del Saturday Evening Post i també va treballar per al Ladies Home Journal, el New York Times i d'altres publicacions. de 1922 a 1923 va treballar com a fotògraf, actor i escriptor d'estudis de cinema i va adquirir certa notorietat gràcies al retrat que va fer a Jeanne Eagels. A Hollywood va treballar principalment per Mack Sennett, però també ho va fer per a D. W. Griffith com a fotògraf a la pel·lícula Way Down East (1920) El 1923 va viatjar a Itàlia per a la pel·lícula de Griffith The White Sister també protagonitzada per Lillian Gish.
El 1924, després de la creació de la seva estudi a París, publica les seves fotografies en diaris i revistes com ara Harper's Bazaar, L'Ilustration, el New York Herald Tribune, Tatler, Vanity Fair, Vogue. Va residir a París fins a 1932.
Abbé ha fotografiat celebritats de cinema, ballarins del Moulin Rouge (París) i també va realitzar fotografia de moda com les que va prendre a Natasha Rambova en les creacions de Marià Fortuny i Madrazo o vestits de Jean Patou. Va cobrir com a reporter de guerra a la Guerra Cristera el 1928. Va mostrar una predilecció per fotografiar els protagonistes de les dictadures: de 1929 a 1932 va participar en la revista alemanya Berliner Zeitung Ilustrierte, revista afí al partit de Hitler. El 1934 torna als Estats Units, però a l'any següent de nou a Europa, va escriure un llibre sobre Rússia i va ser el primer fotògraf a realitzar un retrat a Stalin. El 1936 va cobrir la Guerra Civil Espanyola en l'exèrcit del bàndol nacional.
Després de la Segona Guerra Mundial, es va dedicar a la ràdio i a la televisió.